# Lena Scissorhands

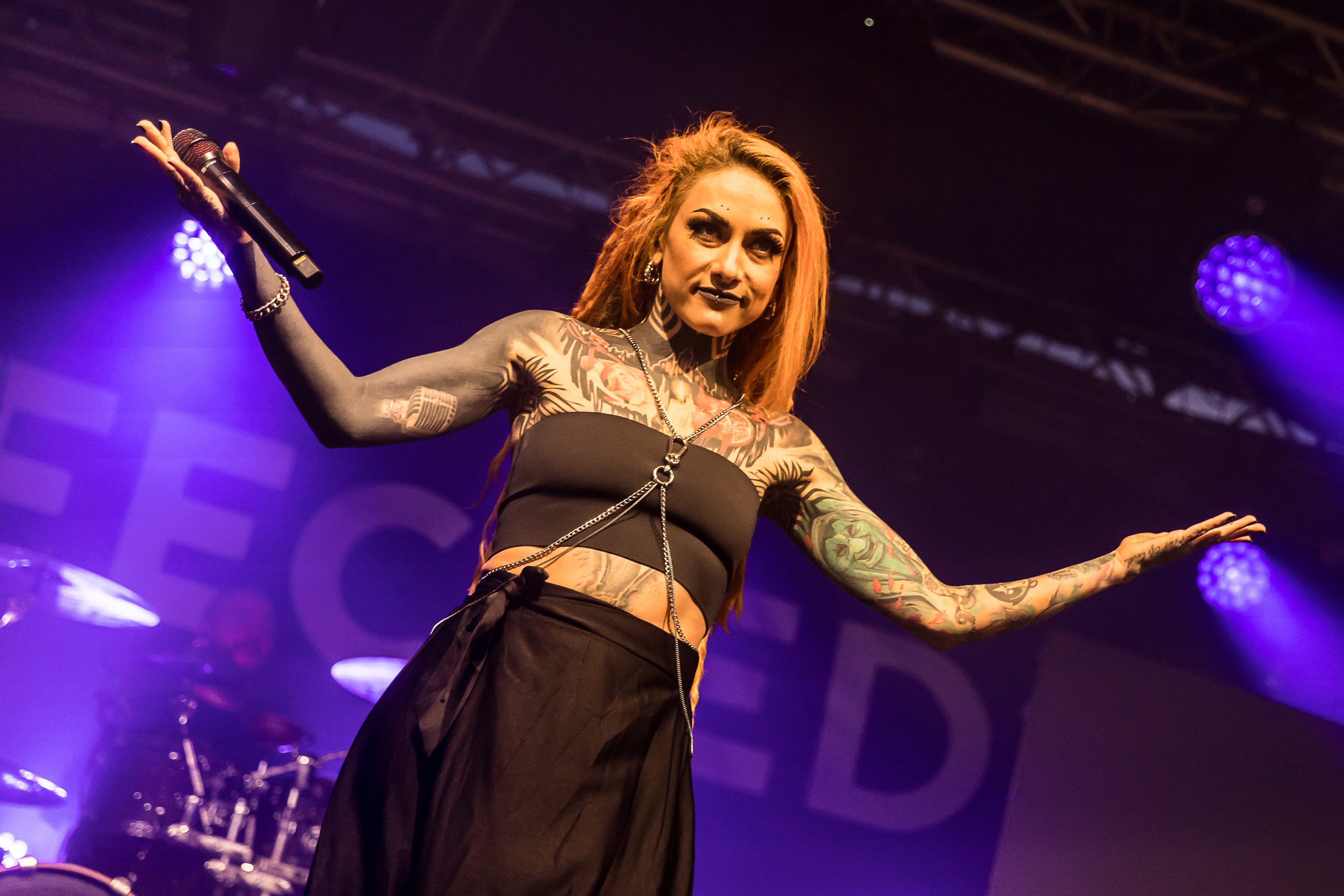
Elena „Lena Scissorhands“ Cataraga bei einem Liveauftritt mit Infected Rain auf den Rock & Metal Day'z, 2025

Lena Scissorhands (* 22. November 1986 als Elena Cataraga in Chișinău) ist eine moldauische Sängerin, Komponistin und Model. Bekanntheit erlangte sie als Leadsängerin der moldauischen Nu-Metal-Band Infected Rain.

## Leben
Als Älteste von drei Geschwistern wuchs Lena Scissorhands in ärmlichen Verhältnissen auf. Ihre Mutter musste den Lebensunterhalt der Familie bestreiten und hatte daher nur wenig Zeit für die Familie. Lena besuchte die Schule in Chișinău und begann im Alter von 13 Jahren, sich für alternative Musik zu interessieren. Fasziniert von harten Riffs und aggressivem Gesang entdeckte sie mit 14 Jahren ihre Liebe zur Metal-Musik. Später arbeitete sie als Maskenbildnerin und absolvierte eine Ausbildung zur Friseurin, auf die ihr Spitzname „Scissorhands“ zurückzuführen ist.

### Infected Rain

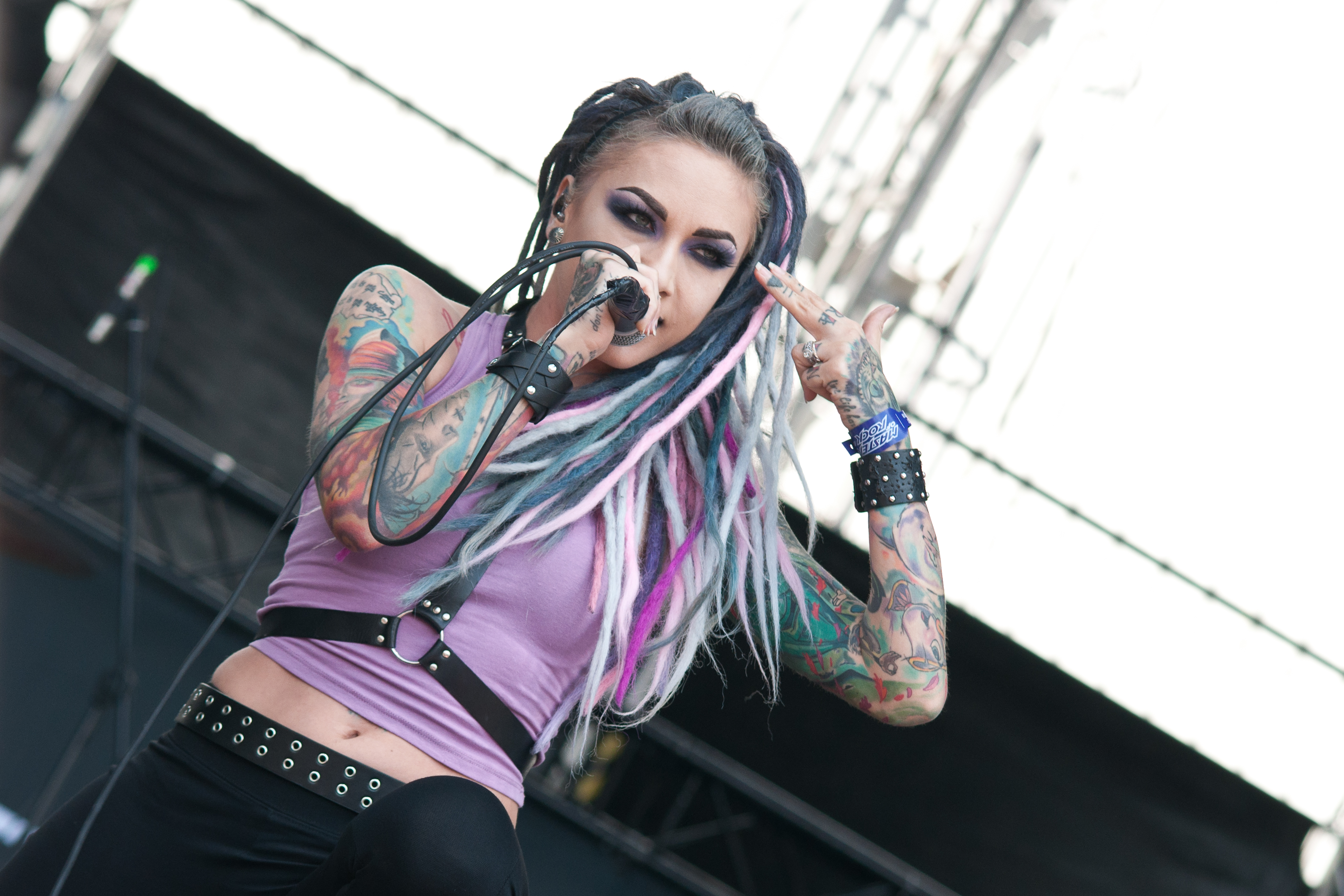
Elena „Lena Scissorhands“ Cataraga bei einem Liveauftritt mit Infected Rain, 2018

2008 gründete sie gemeinsam mit dem Gitarristen Vadim „Vidick“ Ozhog sowie Ivan „DJ Kapa“ Kristioglo die Band Infected Rain. Ihren ersten Auftritt hatte die Band am 3. August 2008 im Rahmen eines Slayer-Tribute-Konzerts; die erste EP Judgemental Trap folgte 2009. Da sie nie zuvor Gesangsunterricht hatte, begann Lena Scissorhands, Unterricht bei der Gesangslehrerin Tatiana Robertovna zu nehmen. Fortan widmete sie sich auch dem Songwriting, indem sie die Texte für die Songs von Infected Rain schrieb. In ihren Texten geht es um persönliche Erfahrungen, Ängste und Enttäuschungen, die ihr im Leben widerfahren sind.
In den folgenden Jahren hatte die Band zahlreiche Liveauftritte im Rahmen von Festivals, Tourneen und im Vorprogramm von Eluveitie und Lacuna Coil. Um den wachsenden Ansprüchen als Sängerin gerecht zu werden, nahm Lena Scissorhands 2013 Unterricht bei der renommierten Gesangslehrerin Melissa Cross in New York City, die bereits mit anderen namhaften Musikern zusammengearbeitet hatte.
Am 18. Oktober 2019 wurde das vierte Studioalbum Endorphin veröffentlicht. Wiederum schrieb Lena Scissorhands die Texte aller Songs. Das Album erhielt überwiegend positive Kritiken.

### Gastauftritte und Gesangsstil
Neben ihrer Tätigkeit als Sängerin von Infected Rain trat sie auch als Gastsängerin bei anderen musikalischen Projekten (unter anderem Seas on the Moon, Nu-Nation, Anotherkind, Chase the Comet) in Erscheinung. Ein besonderes Merkmal ist ihr gutturaler Gesang (Growling, Screaming); sie praktiziert jedoch auch Klargesang. Der Wechsel der Gesangstechnik – sehr häufig auch innerhalb desselben Songs – ist charakteristisch für die Musik von Infected Rain.

### Trivia
- Im Alter von 19 Jahren arbeitete sie erstmals als Fotomodell. Später arbeitete sie unter anderem mit dem US-amerikanischen Starfotografen Jeremy Saffer zusammen.[12]
- Lena Scissorhands ist Veganerin und lebt in Las Vegas. Auf dem Videoportal YouTube betreibt sie einen eigenen Kanal.[13]
- Im Mai 2020 veröffentlichte sie ein Buch, welches die Texte aller Songs von Infected Rain und anderer Projekte, an denen sie beteiligt war, enthält.[14]

## Diskografie
Mit Infected Rain
Mit Seas on the Moon
Singles
- 2016: Hovering
- 2017: Promise
- 2020: Opium
- 2020: Another
- 2020: Sanctuary
- 2021: The Regress
- 2022: The Rule of 21

EPs
- 2020: Sanctuary

 Mit Nu-Nation 
Singles
- 2016: Let Me Go

Mit Anotherkind
Singles
- 2020: Aero Zeppelin (Nirvana-Coverversion)
- 2021: Back to the Roots (Вернёмся)
- 2021: Listen to Your Heart (Roxette-Coverversion)

Mit Chase the Comet
Singles
- 2020: All the Things She Said (t.A.T.u.-Coverversion)

Mit Awake Again
Singles
- 2021: Busy Doing Nothing

Mit Oceans
Singles
- 2021: Voices

Mit Astray Valley
Singles
- 2021: Erased

Mit Vervain St. Project
Singles
- 2021: Believe
- 2022: Free

Mit Trembling Sky
Singles
- 2021: Pretend to Fly

Mit Death Dealer Union
Singles
- 2022: Borderlines
- 2022: Beneath the Surface

CD
- 2023: Initiation

Mit Metopia
Singles
- 2022: Kriegerin

Mit Staple R
Singles
- 2022: Bumblebee Cemetery